# 金台路駅
金台路駅（きんだいろ-えき）は中華人民共和国北京市朝陽区に位置する北京地下鉄6号線と14号線の駅である。駅番号は両線とも非公開。北京地下鉄6号線が2012年12月30日に開業、14号線が2014年12月28日に開業した。

## 駅構造

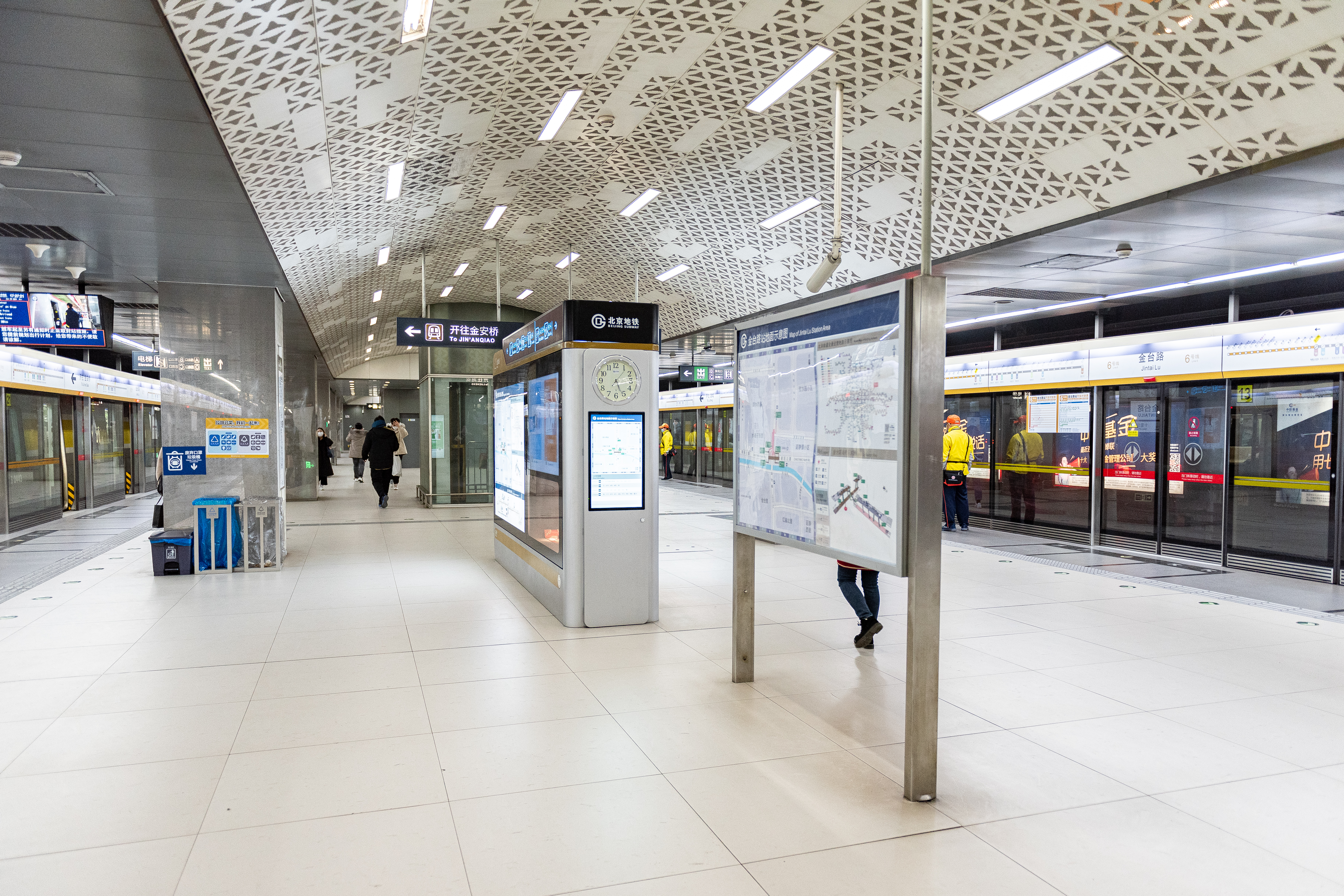
6号線ホーム

両線とも島式ホーム1面2線の地下駅。
| 地下3階 | ■14号線張郭荘方面    | ■14号線張郭荘方面 |  |
| 地下3階 | 島式ホーム           |                   |  |
| 地下3階 | ■14号線善各荘方面    |                   |  |
| 地下2階 | 14号線駅舎           |                   |  |
| 地下2階 | ■6号線海淀五路居方面 |                   |  |
| 地下2階 | 島式ホーム           |                   |  |
| 地下2階 | ■6号線潞城方面       |                   |  |
| 地下1階 | 6号線駅舎            |                   |  |
| 地上    | -                    | 出口              |  |

## 駅周辺
- 北京朝陽体育館

## 歴史
- 2012年12月30日 - 6号線が開業。
- 2014年12月28日 - 14号線が開業。

## 隣の駅
北京地下鉄
■6号線
呼家楼駅  - 金台路駅 - 十里堡駅
■14号線
紅廟駅 - 金台路駅 - 朝陽公園駅